# (What Is) Love?
(What Is) Love? è un brano musicale della cantante e attrice statunitense Jennifer Lopez, pubblicato il 25 aprile 2011 come singolo promozionale dal suo settimo album di inediti Love?. Precedentemente questo brano è stato usato, con il titolo What Is Love? e un diverso arrangiamento, nella colonna sonora del Piacere, sono un po' incinta del 2010, di cui è protagonista la stessa Lopez, versione presentata in anteprima dalla cantante in Italia al Festival di Sanremo 2010. Il brano è stato scritto da Diana Gordon ed Emile Dernst II e prodotto da D'Mile. È stato pubblicato su iTunes il 25 aprile 2011 ed è entrato in classifica in Spagna alla trentatreesima posizione, dove è rimasto per una sola settimana.
La gestazione del brano è stata molto lunga: una versione incompleta, dal titolo What Is Love, è approdata in rete nel mese di maggio 2009. Gordon ha comunicato il proprio dissenso per la circolazione della demo in un post del suo MySpace.

## Tracce
Download digitale
1. (What Is) Love? - 4:27

## Classifiche
| Classifica (2011) | Posizione massima |
| ----------------- | ----------------- |
| Spagna            | 33                |